# Agios Sostis (Zakynthos)
Agios Sostis (Grieks: Άγιος Σώστης) is een klein kustdorp in het zuiden van het Griekse eiland Zakynthos, dat deel uitmaakt van de Ionische Eilanden. Het dorp ligt in de baai van Laganas en behoort tot de gemeente Laganas, die populair is bij toeristen vanwege haar zandstranden en levendige sfeer.

## Geografie
Agios Sostis ligt ongeveer 11 kilometer ten zuiden van de hoofdstad Zakynthos-Stad en grenst direct aan de Ionische Zee. Het dorp is genoemd naar de Heilige Sostis, waaraan ook een lokale kapel is gewijd. In de omgeving vindt men voornamelijk kleine hotels, appartementen en traditionele taverna’s.
De kust van Agios Sostis wordt gekenmerkt door ondiep, helder water en een zandstrand dat populair is bij gezinnen en rustzoekers. In de zomermaanden is het dorp een geliefde bestemming bij toeristen die op zoek zijn naar een rustige vakantie in een natuurlijke omgeving.

## Cameo Island
Een opvallende bezienswaardigheid bij Agios Sostis is Cameo Island, een klein, privé-eilandje dat via een houten brug vanaf het strand bereikbaar is. Het eiland is ontstaan na een aardbeving in 1633 die delen van de kustlijn losbrak van het vasteland. Cameo Island is tegenwoordig bekend om zijn schilderachtige uitstraling en wordt vaak gebruikt voor bruiloften en fotosessies. Er bevindt zich een kleine strandbar en bezoekers betalen een kleine toegangsprijs.
Cameo Island is ook een populaire plek om te snorkelen en zwemmen, mede dankzij het heldere water en de unieke ligging in de baai van Laganas. Vanuit ecologisch oogpunt ligt het eiland nabij het natuurgebied waar de beschermde Caretta caretta zeeschildpad haar eieren legt op de stranden.

## Toerisme
Hoewel het nabijgelegen Laganas bekend staat om zijn uitgaansleven, is Agios Sostis juist geliefd bij toeristen die op zoek zijn naar een rustigere sfeer. Het dorp richt zich voornamelijk op families, stellen en natuurliefhebbers. In de directe omgeving zijn verschillende bootexcursies mogelijk, waaronder naar de beroemde Keri-grotten, Marathonisi (Schildpaddeneiland) en de Blauwe Grotten.